# Barry Blue
Barry Blue, geboren als Barry Ian Green (Londen, 4 december 1950), is een Britse zanger, producent en songwriter.

## Biografie
Barry Blue werd vooral bekend door zijn hitsucces Dancin' (on a Saturday Night), dat hij samen had geschreven met Lynsey De Paul. In het Verenigd Koninkrijk plaatste de song zich in de zomer van 1973 in de singlehitlijst (#2).
Evenals Gary Glitter (op wiens hit Do you wanna touch me? dat nummer wel heel sterk leek) en Alvin Stardust behoorde hij tot de zogenaamde glamrock. Hij trad op in talrijke programma's op de Britse televisie. Overeenkomstig zijn artiestennaam trad hij op in een blauw glitterkostuum en op hoge plateauschoenen. Zijn eenvoudige, maar kunstig gearrangeerde popsongs schreef hij meestal zelf, vaak samen met Lynsey De Paul, Gerry Shury en Ron Roker. Hij was ook co-auteur voor De Pauls eerste grote hit Sugar Me uit 1972. Tot deze periode nam hij onder zijn echte naam Barry Green al eigen platen op, die echter geen bijzondere aandacht kregen.
In de studio werd Barry Blue bij zijn eerste hits op zijn debuutalbum, dat begin 1974 verscheen bij Bell Records en gewoon zijn naam draagt, begeleid door John Richardson op de drums. Deze behoorde korte tijd later tot de nieuw geformeerde band The Rubettes. Andere muzikanten waren Chris Rea (gitaar), Frank McDonald (basgitaar), Gerry Shury (keyboards) en Andreas Toumazis (bouzouki), die ook speelde op enkele lp's van Cat Stevens.
Dancin' (on a Saturday Night) bleef ondanks talrijke singlepublicaties zijn grootste hit. Enkel de navolgende single Do You Wanna Dance?, die zowel qua titel als ook ritmisch een jaar eerder herinnert aan Do You Wanna Touch Me? (Oh Yeah!) van Gary Glitter, kon zich nog in de top 10 van de Britse hitlijst plaatsen. Ook bij School Love en de poging om met een slow rocknummer te scoren, had hij zich duidelijk georiënteerd aan Glitters nummer 1-hit I Love You Love Me Love.
Met de single Miss Hit and Run, die muzikaal herinnert aan de vroege jaren 1960 met achtergrondzang in de stijl van The Four Seasons, en Hot Shot, waarop een Russisch ogend mannenkoor de toon aangeeft, had hij in 1974 zijn laatste top 40-noteringen in het Verenigd Koninkrijk.
Als auteur en producent bleef Barry Blue, ook nadat hij afscheid had genomen uit de hitlijsten, nog actief. De Britse popband Brotherhood of Man had met het door Barry Blue geschreven discopopnummer Kiss Me, Kiss Your Baby eind 1975 hun internationale comeback. Het door hem geschreven en geproduceerde I Eat Cannibals van Toto Coelo plaatste zich in 1982 in de Britse Top 10. Andere artiesten, met wie hij had samengewerkt, waren Bananarama, Heatwave, Cheryl Lynn, Céline Dion, Diana Ross, Dana, Dina Carroll en Cry Sisco!.

## Discografie

### Singles
- 1972: Papa Do / Boomerang (Decca Records) (als Barry Green)
- 1973: Dancin' (on a Saturday Night) / New Day (Bell)
- 1973: Do You Wanna Dance? / Don't Put Your Money on My Horse (Bell)
- 1974: School Love / Hi-Cool Woman (Bell)
- 1974: Miss Hit and Run / Heads I Win, Tails You Lose (Bell)
- 1974: Hot Shot / Hobo Man (Bell)
- 1975: You Make Me Happy (When I'm Blue) / Kiss Me, Kiss Your Baby (Bell)
- 1975: If I Show You I Can Dance / Rosetta Stone (Bell)
- 1976: Tough Kids / The Man with No Name (Private Stock)
- 1977: Billy / Sitting on a Corner (of a Love Affair) (Private Stock)
- 1977: A Lover Lovin' You / Long Hard Road (Private Stock)
- 1977: Devil's Gun

### LP's / CD's
- 1974: Barry Blue (Bell)
- 1974: Hot Shots (Bell)
- 1989: The Best of & the Rest of Barry Blue (Action Replay)
- 1993: Dancin' (on a Saturday Night) .... Best Of (Castle)
- 1999: Greatest Hits (Repertoire)
- 2002: The Singles Collection (7T's)

- Bibliothèque nationale de France: cb139735507 (data)
- Gemeinsame Normdatei: 134671376
- International Standard Name Identifier: 0000 0000 5517 0462
- Library of Congress Control Number: n92100245
- MusicBrainz: 54d7b0f8-196c-46db-9ee9-3b3ef86a5ea9
- Virtual International Authority File: 32191493